# Villa Valier
Villa Valier, Bembo, detta "La Chitarra", è una villa veneta di Mira, in provincia di Venezia.
È situata nell'omonima località sulla riva destra del Naviglio del Brenta, adiacente agli impianti sportivi.

## Storia
Come attestato dalle vedute di Volkamer e Costa, le forme cinquecentesche della villa, voluta dall'ambiziosa famiglia Valier, erano ben più sfarzose delle attuali. In particolare, il prospetto principale si allungava sino alla riva del Brenta, consentendo l'accesso via acqua.
La sua architettura era basata sull'ordine gigante, con quattro lesene rustiche a conci lisci, su cui si impostava una trabeazione con paramento attico. Tra le campate si aprivano il portale d'ingresso ad arco con una finestra architravata per lato. Accennavano alla presenza di un ammezzato delle balaustrate illusionistiche, dalle quali si affacciavano figure affrescate attribuite a Giambattista Zelotti.
Si conserva la richiesta scritta di autorizzazione al distacco di questi affreschi, rivolta dall'avvocato Pietro Biagi, tutore delle proprietarie Marianna e Teresa Gregorina, all'Accademia di Belle Arti di Venezia. La domanda, datata 10 novembre 1825, è motivata dall'intenzione di «voler riformare la prospettiva del luogo», probabilmente perché fatiscente. Ottenuto il benestare dell'Accademia, le opere furono ad essa consegnate il 22 luglio 1827, dove sono tuttora conservate: si tratta di "una giovane donna con un vecchio" e di "due ragazze alla finestra, una delle quali suona la chitarra". Da quest'ultima si è originato il soprannome della villa, divenuto poi toponimo della località in cui sorge.
Verso la fine dell'Ottocento il complesso fu acquistato dai Rocca, mentre in tempi più recenti è passato alla famiglia Corò che ne ha curato il restauro.

## Edifici
La facciata odierna non conserva alcun ricordo di quella originale, se non l'orientamento verso il Naviglio, a ovest. Sviluppata su tre livelli, ha un aspetto molto modesto, con aperture rettangolari distribuite lungo cinque assi di simmetria. Al centro del piano terra si apre il portale, coronato da cimasa su mensole in pietra. Gli corrisponde, al livello superiore, una porta finestra affacciata su un balconcino con parapetto in metallo, ornata da un piccolo timpano triangolare su mensole.
Sul retro si sviluppa la barchessa con altri annessi legati alle antiche attività agricole. Si caratterizza per il portico dalle linee eleganti, costituito da nove archi a tutto sesto su pilastri in muratura. Sul lato corto, che dà direttamente sulla strada, si apre un altro arco per garantire l'accesso carraio; è nobilitato da un'inquadratura costituita da due lesene pseudo-doriche su cui si imposta un frontone triangolare.
Si apre sulla strada anche il portale dell'oratorio, contiguo all'angolo sudest della barchessa. Costruito forse sul finire del Seicento, il suo ingresso è incorniciato da due lesene di ordine ionico, su cui si imposta il frontone dentellato. La trabeazione è sostituita dal pulvino, in modo da poter permettere l'apertura di una grande finestra semicircolare al centro della facciata.